# Malicorne (Band)
Malicorne war eine französische Folk- bzw. Folk-Rock-Band, die in den 1970er Jahren bekannt wurde. 

## Geschichte
Gabriel Yacoub spielte zu Beginn der 1970er Jahre bei der Gruppe des bretonischen Musikers Alan Stivells mit. Er sang jedoch lieber Lieder aus dem französischen Erbe als solche in bretonischer oder den gälischen Sprachen, so dass er sich von Alan Stivell trennte. 1973 erschien das Album Pierre de Grenoble, auf dem Gabriel und seine Frau Marie Yacoub mitwirkten. Zusammen mit Hughes de Courson und Laurent Vercambre gründeten sie im Jahr 1974 Malicorne.
Die Gruppe Malicorne hatte erheblichen Einfluss auf die französische Folk-Musik der 1970er Jahre, gemeinsam mit traditionelleren Gruppen wie La Bamboche und der sogenannten keltischen Musik Alan Stivells. Malicorne zeichnete sich aus durch die gleichzeitige Verwendung von traditionellen und elektroakustischen Instrumenten. Ihre Arrangements waren im Stil des Folk-Rocks geschrieben. Ihre Texte stammen aus Volksliedern oder waren selbst verfasst. Étienne Roda-Gil, erfolgreicher Chansontexter, schrieb die Texte auf Balançoires en feu, dem 1981 erschienenen Album der Gruppe. Die Gruppe bestand bis zum Anfang der 1980er Jahre. Im Lauf der Zeit begannen die Mitglieder Solokarrieren. Nach einer Neugründung 2011 trat die Gruppe zuletzt 2015 auf.

## Stil

### Gesang
Die Arbeit mit der Stimme ist eines der Merkmale dieser innovativen Gruppe, die Gesang und A-cappella-Klagelieder zu ihrer Spezialität machten: insbesondere mit Werken wie La Blanche Biche, Le Prince d’Orange oder Marions les roses. Die Arrangements sind komplex. Man findet alle ihre a-cappella-Werke auf dem Album Vox zusammengestellt und veröffentlicht 1996.

### Musik
Von der elektrischen Gitarre über Mandoloncello bis hin zu Krummhorn und Geige verband die Gruppe traditionelle Instrumente mit elektrischen. Die Melodien stammen in der Regel aus der Folklore und werden oft mit traditionellen Werken eingeleitet oder beendet.
Die Gruppe arbeitete auch an neuen Klängen und Toneffekten (die eine charakteristische Atmosphäre ausstrahlten); dies ging bis zum Bau neuer Instrumente, wie etwa die orgue à voix, die in dem Stück La Blanche Biche zu hören ist. Sie verwendeten auch weniger bekannte Instrumente wie die Dulcimer, das Spinett, die Drehleier, die Nyckelharpa, die Viola d’amore und das Glockenspiel.
Die musikalischen Einflüsse der Gruppe stammen hauptsächlich aus der traditionellen französischen Musik, teilweise aus Québec, der Mittelaltermusik, der sogenannten keltischen Musik, aber auch aus dem Rock oder dem Jazz.

### Themen
Die meisten Werke Malicornes beziehen sich auf düstere Themen wie enttäuschte Liebe, den Krieg, Armut oder schreckliche Geschehnisse, etwa wie in L’auberge sanglante. Magie und Flüche ziehen sich sehr oft prägend durch ihre Alben: Die Lieder in Le Bestiaire sind dafür ein Beispiel. Ebenfalls findet man auch leichtere Lieder und Melodien, etwa wie die komischen Stücke Couché tard, levé matin und La fille au cresson.

## Sonstiges
- Der bretonische Gitarrist Dan Ar Braz wirkte auf dem Album Pierre de Grenoble (1973) mit.
- Gabriel Yacoub wirkte an zahlreichen Alben bretonischer Musiker mit.
- Die Plattenhüllen der Alben waren immer reich illustriert und enthielten oft ein Booklet mit den Texten der Lieder, Erklärungen zu jedem Titel sowie Zeichnungen und Photos.
- Einige Alben haben ein Thema oder einen Leitfaden: traditionelle Feste auf Almanach (1976), die Wanderjahre bei L’Extraordinaire Tour de France d’Adélard Rousseau (1978) und die Mythologie der Tiere auf Le Bestiaire (1979).
- Das Album Les Cathédrales de l’Industrie (1986) war als zweites Solo-Album Gabriel Yacoubs geplant, aber die Plattenfirma entschied damals aus kommerziellen Gründen anders.
- Das Album Almanach (1976) bleibt bis heute das meistverkaufte der Gruppe.
- Auf ihrer ersten Zusammenstellung Quintessence (1977) erschien ein unveröffentlichter Titel: Martin, ein tragikomisches Lied.
- Der Titel Prince d’Orange auf Pierre de Grenoble (1973) ist ihr erstes Werk, mit dem Gabriel und Marie Yacoub im Radio zu hören waren.

## Diskografie
- 1973: Pierre de Grenoble (unter dem Namen Gabriel et Marie Yacoub)
- 1974: Malicorne (Colin)
- 1975: Malicorne 2
- 1976: Almanach
- 1977: Malicorne 4
- 1977: Quintessence (Kompilation)
- 1978: L’Extraordinaire Tour de France d’Adélard Rousseau, dit Nivernais la clef des cœurs, Compagnon charpentier du devoir
- 1979: En public
- 1979: Le Bestiaire
- 1981: Balançoire en feu (ihr letztes Studioalbum, mit Texten von Étienne Roda-Gil)
- 1986: Les Cathédrales de l’industrie (erstes Solo-Album Gabriel Yacoubs, unter dem Namen Malicorne veröffentlicht)
- 1989: Légende, deuxième époque (Kompilation)
- 1996: Vox (Kompilation von Vokalstücken)
- 2005: Marie de Malicorne (Kompilation von Vokalstücken, interpretiert von Marie Sauvet-Yacoub)